# Острый миелоидный дендритноклеточный лейкоз
Острый миелоидный дендритноклеточный лейкоз представляет собой исключительно редкую форму острого миелоидного лейкоза. Эта форма представляет всего около 0,8 % от общего числа случаев острого миелоидного лейкоза. Дендритные клетки функционируют как антиген-презентирующие клетки. Они обрабатывают (процессируют) антигенный материал и затем представляют (презентируют) его на своей клеточной поверхности для других клеток иммунной системы. Дендритные клетки развиваются из стволовых дендритных клеток-предшественников в костном мозге и дифференцируются в один из двух подтипов: в миелоидную дендритную клетку или в плазмацитоидную дендритную клетку. Лейкозная трансформация может произойти в любой из этих двух клеточных линий. Однако лейкозная трансформация миелоидных дендритных клеток случается реже и приводит к развитию формы острого миелоидного лейкоза, известного как острый миелоидный дендритноклеточный лейкоз.

## Молекулярная биохимия, цитохимия, молекулярная генетика
Критерии ВОЗ для диагностики острого миелоидного лейкоза требуют, чтобы миелоидные предшественники или бластные клетки представляли не менее 20 % обладающей ядрами клеточной популяции костного мозга. В случае острого миелоидного дендритноклеточного лейкоза, бластные клетки положительны на маркеры дендритных клеток или моноцитов. Маркеры включают CD11c, CD80, CD83, CD86 и антигены главного комплекса гистосовместимости класса II. Опухолевые дендритные клетки отрицательны на миелопероксидазу и эстеразу. Они выделяют множество цитокинов, в том числе интерлейкин 6 и интерлейкин 12.

## Клинические признаки
Характерны анемия, тромбоцитопения, лейкопения, дендритноклеточный бластоз в крови и костном мозге с большим количеством как дендритоподобных бластных клеток, так и выглядящих внешне более зрелыми патологических дендритных клеток, и инфильтрация этими клетками кожи. Увеличение лимфатических узлов и селезёнки вследствие инфильтрации лейкозными дендритными клетками также обычно имеет место.